# Алискерово (посёлок)
Алиске́рово — упразднённый посёлок городского типа в Билибинском районе Чукотского автономного округа России.
Расстояние до административного центра района, города Билибина, составляет 60 км.

## История
16 марта 1961 года был открыт прииск, через два года на полигонах золотодобывающего предприятия начала работать первая в мире заполярная драга. Назван в честь геолога Азиза Хаджиевича Алискерова. Статус посёлка городского типа — с 1962 года.
10 июля 1977 года рабочий А. Я. Чередниченко нашёл в долине ручья Свеча ставший впоследствии знаменитым метеорит «Алискерово».
Находится в стадии ликвидации.
Улицы: 70 лет Октября, Геологов, Горняцкая, Егорова, Заречная, Маковского, Полевая, Проточная, Разведчиков, Центральная, Школьная, Энергетиков.

## Население
| 1970 | 1979  | 1989  | 2002 | 2010 | 2011 | 2021 |
| ---- | ----- | ----- | ---- | ---- | ---- | ---- |
| 1245 | ↘1170 | ↗1306 | ↘7   | ↘0   | ↗1   | ↘0   |

## Топографические карты
- Лист карты Q-58-V,VI. Масштаб: 1 : 200 000. Указать дату выпуска/состояния местности.